# Зотов, Пётр Терентьевич
Пётр Терентьевич Зотов (1880—1949) — русский офицер, герой Первой мировой войны, участник Белого движения на Юге России.

## Биография
Из мещан. Уроженец Терской области.
В 1902 году окончил Тифлисское пехотное юнкерское училище, откуда выпущен был подпрапорщиком в 257-й пехотный резервный Потийский полк. 27 марта 1903 года произведен в подпоручики с переводом в 253-й Грозненский резервный батальон.
30 октября 1904 года переведён в 249-й Майкопский резервный батальон. Произведен в поручики 10 ноября 1906 года. 2 ноября 1907 года переведен в 250-й Ахульгинский резервный батальон, а 16 октября 1908 года — во Владикавказскую местную команду. Произведен в штабс-капитаны 10 ноября 1910 года.
С началом Первой мировой войны, 11 октября 1914 года переведён в 156-й пехотный Елисаветпольский полк. Произведён в капитаны 2 июля 1915 года «за выслугу лет». 5 декабря 1915 года переведён в 5-й Кавказский стрелковый полк. Пожалован Георгиевским оружием
За то, что в боях 17 и 18 августа 1916 года у р. Масла-Дараси, командуя, в чине капитана, 3-м батальоном названного полка, отразил охватывавшего фланг противника и, увлекая за собой солдат примером неустрашимости, обратил врага в паническое бегство, занял теснину на берегу реки и удержал ее за собой, несмотря на контр-атаки турок, чем способствовал общему успеху боя.
Произведён в подполковники 24 ноября 1916 года.
С началом Гражданской войны вступил в Добровольческую армию, в декабре 1917 года был назначен командиром 1-й роты Студенческого батальона. Участвовал в 1-м Кубанском походе в должности командира роты в Офицерском (Марковском) полку, затем в 5-й роте 1-го Офицерского (Марковского) полка. С 27 сентября 1918 года был произведён в полковники. С 25 октября 1918 года был переведен в Кавказский офицерский полк, а затем — в 1-й Алексеевский полк.
В эмиграции в Югославии. Окончил курсы Генерального штаба в Белграде. Умер в 1949 году. Похоронен на Новом кладбище Белграда.

## Награды
- Орден Святого Станислава 3-й ст. (ВП 6.12.1914)
- Георгиевское оружие (ПАФ 29.04.1917)